# Doubravice nad Svitavou
Doubravice nad Svitavou är en köping i Tjeckien.   Den ligger i regionen Södra Mähren, i den östra delen av landet, 180 km öster om huvudstaden Prag. Doubravice nad Svitavou ligger 313 meter över havet och antalet invånare är 1 222.
Terrängen runt Doubravice nad Svitavou är kuperad åt sydost, men åt nordväst är den platt. Doubravice nad Svitavou ligger nere i en dal. Runt Doubravice nad Svitavou är det tätbefolkat, med 427 invånare per kvadratkilometer. Närmaste större samhälle är Boskovice, 6,1 km norr om Doubravice nad Svitavou. I omgivningarna runt Doubravice nad Svitavou växer i huvudsak blandskog.